# Fréchendets
Fréchendets település Franciaországban, Hautes-Pyrénées megyében. Lakosainak száma 31 fő (2022. január 1.). Fréchendets Esconnets, Escots, Asque, Banios, Marsas és Lies községekkel határos.

## Népesség
A település népességének változása:
| Lakosok száma | 32   | 32   | 31   | 29   | 28   | 27   | 27   | 26   | 31   |
|               | 2013 | 2015 | 2016 | 2017 | 2018 | 2019 | 2020 | 2021 | 2022 |